# بروك (بوكيمون)
يعد بروك من أول الشخصيات التي ظهرت في أنمي بوكيمون الذي من تأليف ساتوشي تاجيري وظهر أيضاً في أول لعبة بوكيمون بوكيمون ريد وبلو
بروك ، المعروف باسم Takeshi (タケシ) في اليابان، وهو شخصية خيالية من إنتاج شركة البوكيمون العالمية وتحت علامة بوكيمون التجارية التي تملكها شركة نينتندو وطوكيو تي في يعد بروك: شاب مسؤول عمره 13 عامًا، يسكن في مدينة بيوتر وقائد صالة البوكيمون الرياضية فيها، يحب البوكيمونات الصخرية، يضيف جوًّا من الفكاهة حين يلحق الفتيات الجميلات بوكيمونه الأول هو أونكس مؤدي الصوت بالعربية هو: رأفت بازو.. يظهر ألعاب الفيديو، فهو قائد الصالة الرياضية لمدينة نيبي مدينة Pewter في النسخة العربية المحرفة عن دبلجة شركة فور كيدز ويستخدم بشكل أساسي بوكمونات من النوع الصخري وظهر في عدة العاب مثل اولها بوكيمون احمر و ازرق واخرها بوكيمون بلاك 2 ووايت 2 وأيضا ً في العاب الجيل السابع مثل بوكيمون هيا بنا يا بيكاتشو ودعنا نذهب ايفي. في سلسلة الأنيمي، صادف آش رجلاً ظهر لاحقًا أنه والد بروك. ويوضح أن بروك أراد أن يصبح بوكيمون ماستر ولكن بسبب مغادرة والده، اضطر بروك إلى الاهتمام بإخوته وأخواته ولم يتمكن من المغادرة. لهذا السبب في أنه أصبح قائدًا للصالة الرياضية، للبقاء بالقرب من عائلته. عاد والده وقال إنه سيعتني بالعائلة. ترك بروك منصبه كقائد صالة ألعاب رياضية للسفر إلى جانب اش كيتشوم وأصبح مربي بوكيمون وظهر في كل اجزاء الانمي من بوكيمون السلسة الاولي مرورا ببوكيمون الجيل المتقدم وبوكيمون ماس و لؤلؤ واخر ظهور له كان في حلقة اللولا كانتو من سلسلة بوكيمون الشمس و القمر وظهر كذلك في الكثير من المانجات مثل سلسلة المانجا الاولي بوكيمون وبوكيمون الجيل المتقدم ومغامرات اش وبييكاتشو
```
    
```

## مميزاته
يعتبر بروك الأكثر نضجًا وحكيمة ومن الشخصيات الرئيسية في انمي بوكيمون. وغالبًا ما يتصرف كأخٍ كبير ومهتم بالشخصيات الأخرى وصوت العقل في النزاعات. وعادة ما يفضل الآخرين علي نفسه ويساعد ويدعم أصدقائه حتى لو كان هذا لا يتوافق مع رائيه الخاص أو على فطتنته الخاصة. على الرغم من أنه لم يظهر أنه يخوض معارك كثيرًا، إلا أنه يمكنه فهم المواقف والاستراتيجيات في أي معركة بوكيمون، وغالبًا ما يشرحها للشخصيات الأخرى (وإلى المشاهد)، ربما لأنه كان في السابق قائدًا لصالة الألعاب الرياضية. يحمل بروك دائمًا الكتب والخرائط معه، وبالتالي عادة ما يكون الشخصية التي تعرف المجموعة التي تتجه إليها وما الذي يمكن أن تفعله عندما تصل إلى هناك، على الرغم من أنه في سلسلة الجيل المتقدم، تولى البوكي ناف هذا الدور في الغالب. كما أنه يحمل الكثير من اللوازم الأخرى، مثل الجرع وأدوات الطهي، وكذلك الأدوات العملية مثل فرشاة وسكين الجيب. إنه محلي، ولا يخدم فقط البوكيمونات ولكن أيضًا أصدقائه الذين يسافرون معه. انه يتعامل مع جميع الطبخ والتنظيف لأصدقائه ولديه عيب قاتل انه يقع في حب أي فتاة يقابلها مما يجعل بعض الفتيات امثال ماي وداون وميستي تشعرن بانه فتي مزعج وهو ايضاً يعرف كيف يفرق بين الشرطيات جيني والممرضات جوي وهو ايضاً طباخ ماهر للغاية.

## ظهور

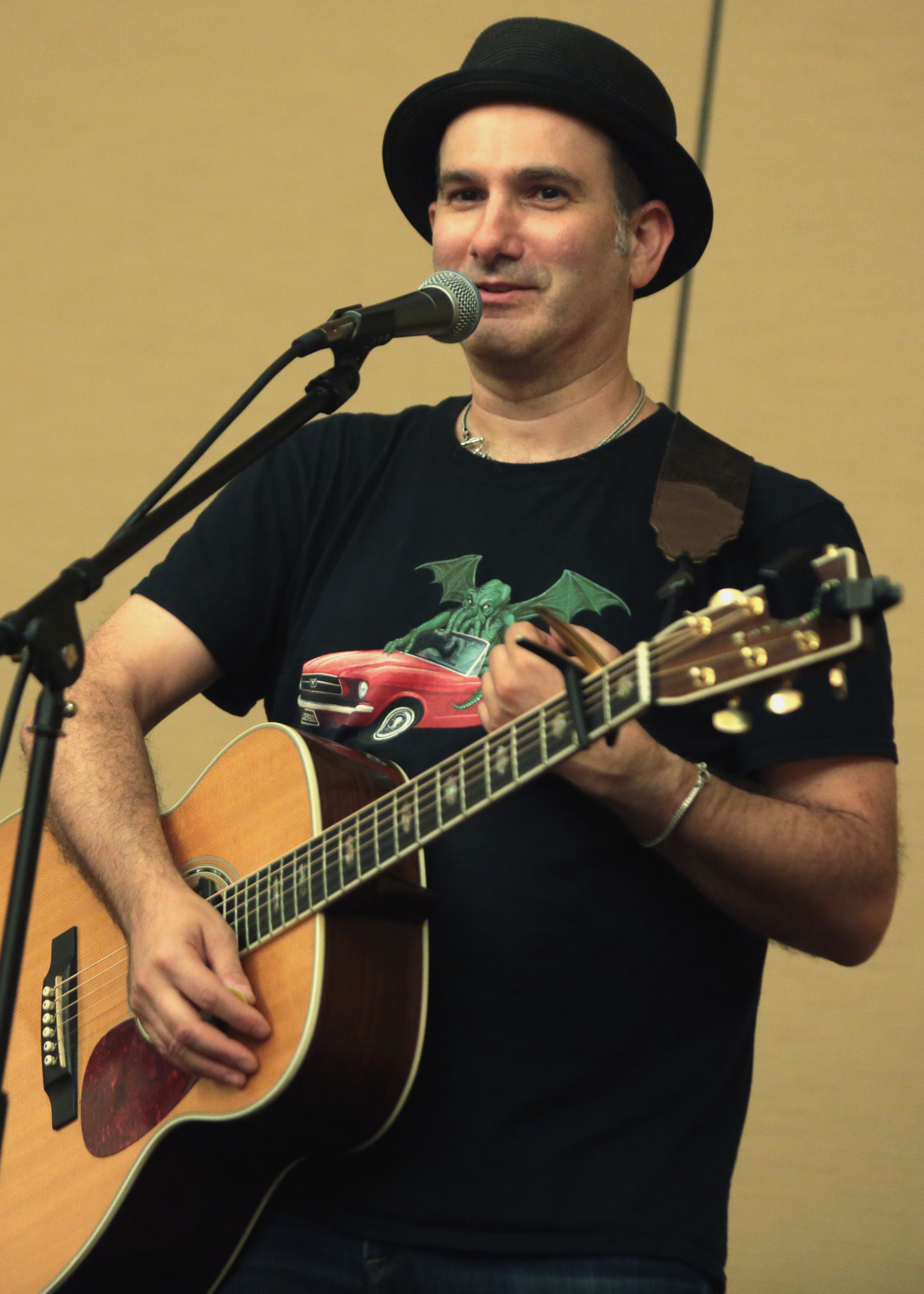
إريك ستيوارت يؤدي في فينيكس، أريزونا.

### في ألعاب الفيديو
بروك هو القائد الرياضي لصالة بيوتر سيتي في منطقة كانتو الخيالية. وهو متخصص في البوكيمونات من النوع الصخري، واللاعبين قد يدخلون في معارك معه في العاب بوكيمون الاحمرو الأزرق ، بوكيون الأصفر ، بوكيمون الذهب، الفضة ، بوكيمون الكريستال ، بوكيمون نار حمراء و ورقة شجر خضراء وبوكيمون قلب ذهبي و روح فضية، وهيا "بنا يا بيكاتشو!، ودعنا نذهب يا ايفي! و ستاد البوكيمون و بوكيمون ستديوم 2 . والتأكيد على عودة بروك، إلى جانب ميستي وشخصية بلو، إلى بوكيمون بلاك 2 و وايت 2 كخصوم في البطولة.

## روابط خارجية
- مقالة بروك علي موقع بيلدابيديا